# Triumphbogen (Chișinău)

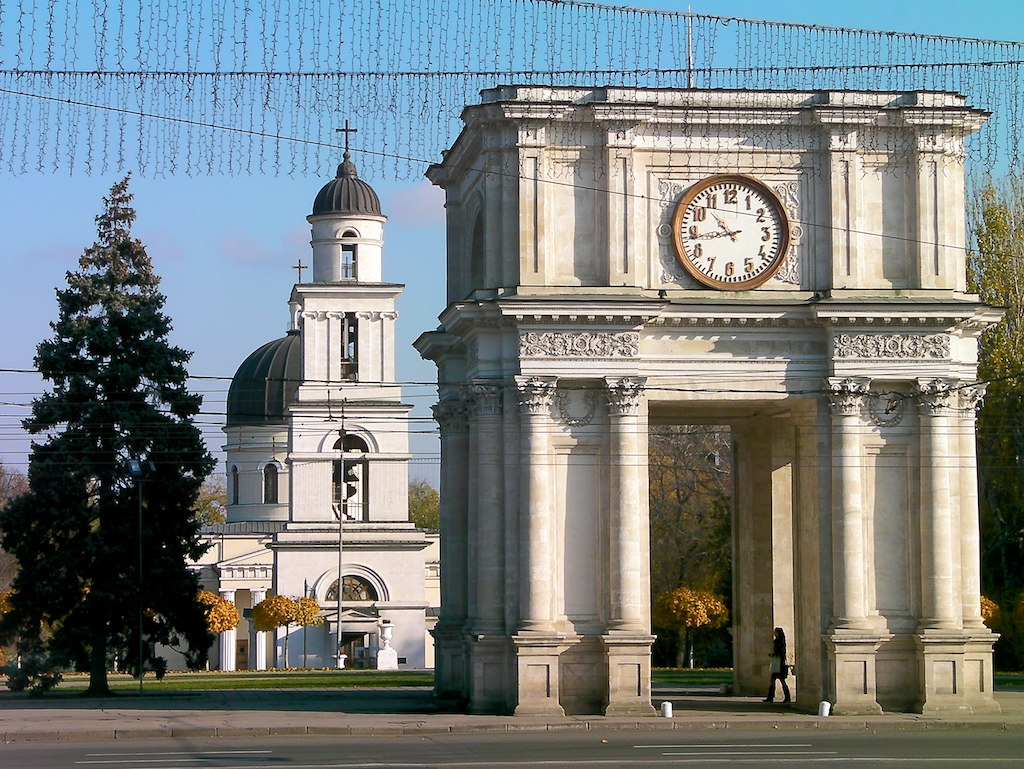
Triumphbogen von Chișinău, im Hintergrund die Kathedrale der Geburt des Herrn

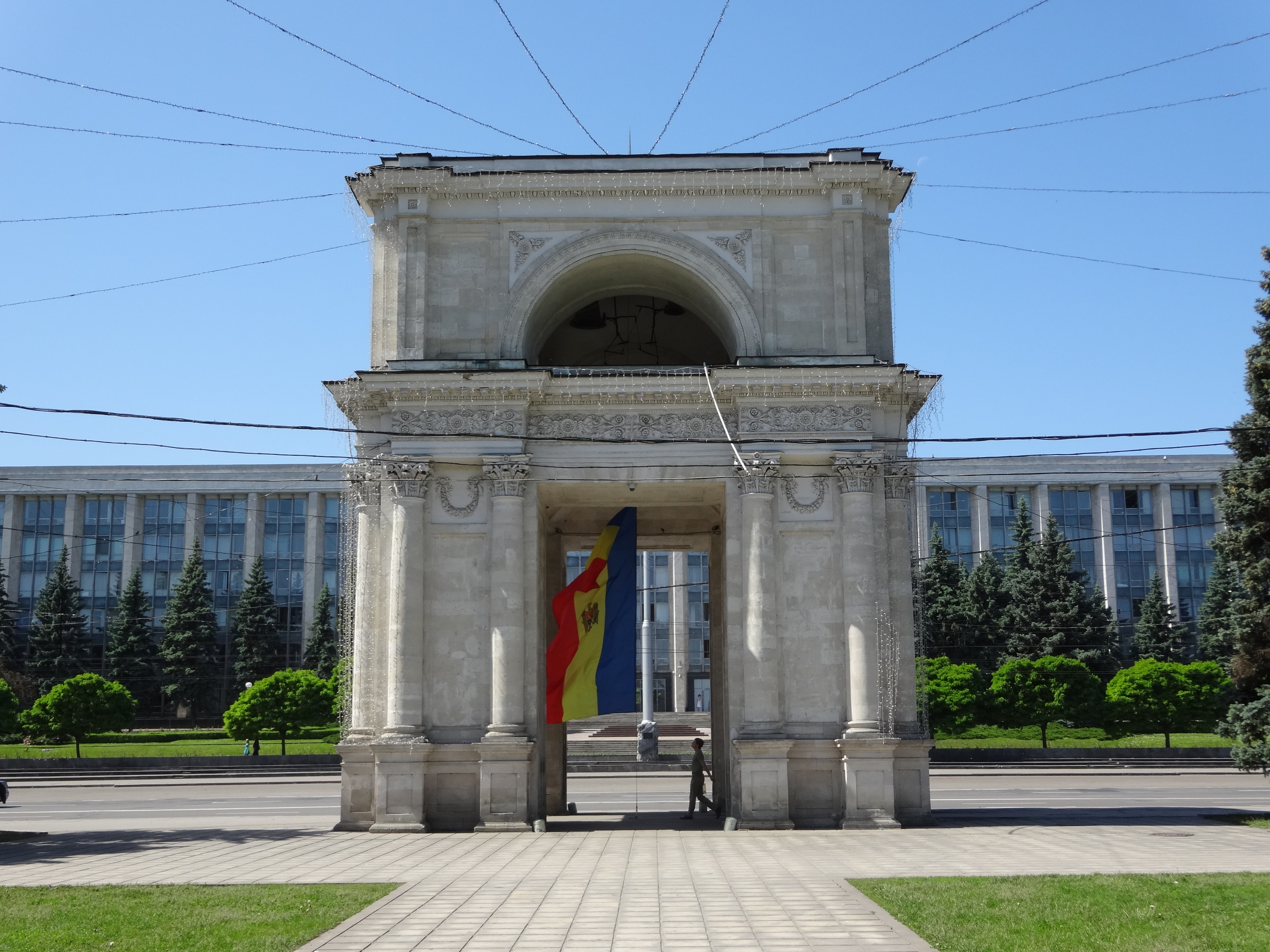
Andere Seite des Triumphbogens, im Hintergrund ein Regierungsgebäude

Der Triumphbogen in Chișinău, eigentlich Heiliger Bogen (rum.: Porțile Sfinte, auch Arcul de Triumf oder Arcul Biruinței), ist ein Denkmal im Bezirk Buiucani, dem historischen Zentrum der moldauischen Hauptstadt.
Der Triumphbogen befindet sich im Parcul Catedralei am Bulevardul Ștefan cel Mare și Sfânt gegenüber dem Gebäude der Nationalversammlung. Er liegt auf einer Achse zur Kathedrale der Geburt des Herrn, bildet also ein vorgelagertes Tor zum Kirchengebäude.
Erbaut wurde der Triumphbogen im Jahr 1840 unter der Leitung des Architekten Luca Zaușkevici anlässlich des russischen Sieges im Russisch-Türkischen Krieg von 1828/1829. In Moskau war aus diesem Anlass bereits 1836 ein Triumphbogen errichtet worden. Im Triumphbogen befindet sich eine Glocke mit einem Gewicht von 6,4 t, die aus erbeuteten türkischen Kanonen gegossen wurde. Das Bauwerk hat eine Gesamthöhe von 13 Metern.
In der sowjetischen Zeit wurden Marmorplatten mit Texten in russischer und moldauischer Sprache angebracht: der Beschluss des Hohen Oberbefehlshabers der Roten Armee zur Befreiung von Chișinău aus der deutsch-rumänischen Besatzung (Operation Jassy-Kischinew), Erlässe des Präsidiums des Obersten Sowjets der UdSSR zur Schaffung der Moldauischen SSR, die Namen von Trägern des Titels Held der Sowjetunion, die sich in Kämpfen des Zweiten Weltkriegs auf moldauischem Gebiet Verdienste erworben haben, sowie die Namen der in Moldau geborenen Helden der Sowjetunion.
Im Jahr 1973 wurde der Triumphbogen repariert.